# Willie Davis
Willie D. Davis (Lisbon, 24 luglio 1934 – Santa Monica, 15 aprile 2020) è stato un giocatore di football americano statunitense, inserito nella Pro Football Hall of Fame nel 1981.

## Carriera
Willie Davis iniziò la sua carriera alla Grambling State University e venne scelto al 17º giro (181º posto assoluto) dei draft NFL del 1958 dai Green Bay Packers.
Nei due anni di permanenza a Cleveland, venne impiegato come offensive tackle, ma il suo rendimento nel ruolo non fu mai particolarmente soddisfacente. La vera svolta nella sua carriera avvenne nel 1959, quando venne notato dall'allenatore Vince Lombardi, che intravide le sue potenzialità come giocatore di linea difensiva, tanto da volerlo nei suoi Green Bay Packers l'anno successivo.
Con la squadra di Lombardi Willie Davis, nel ruolo di defensive end, svolse tutto il resto della sua carriera, nove stagioni, conquistandosi importanti riconoscimenti personali e contribuendo alla conquista di ben cinque titoli NFL, tra cui i primi due Super Bowl della storia.

## Palmarès
Durante la sua carriera, Willie Davis ha vinto con i Packers cinque campionati NFL: 1961, 1962, 1965, 1966 e 1967.
Tra i riconoscimenti ottenuti a livello individuale:
- 5 convocazioni per il Pro Bowl, ininterrottamente dal 1963 al 1967
- 5 selezioni per la prima squadra All-Pro, nel 1962 e ininterrottamente dal 1964 al 1967
- Inserito nella formazione ideale della NFL degli anni 1960
- Classificato al numero 86 tra i migliori cento giocatori di tutti i tempi da NFL.com

## Morte
Nel marzo del 2020 venne ricoverato in ospedale per una grave insufficienza renale, che fu la causa della sua morte un mese dopo.